# 王兰麟
王兰麟（1912年—2008年），中国人民解放军将领、中国人民解放军开国少将。
曾任中国人民解放军训练总监部军校部副部长。1955年，授予中国人民解放军少将。